# Sârmă

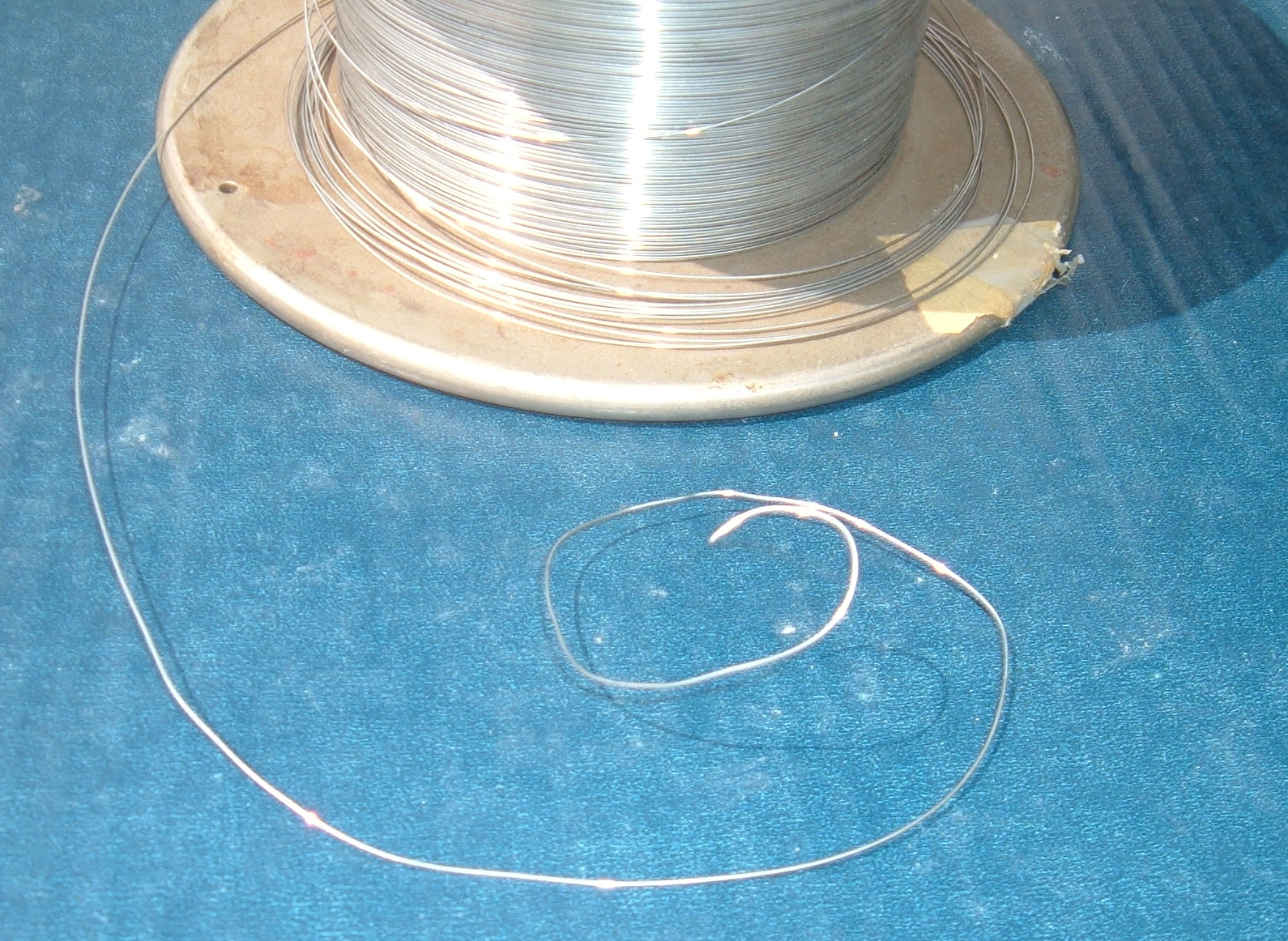
Sârmă de oțel

O sârmă este formată dintr-un singur fir flexibil sau o tijă de metal, de obicei cilindric.
Sârmele sunt folosite pentru a suporta sarcini mecanice⁠(en)[traduceți] sau de energie electrică și semnale de telecomunicații. Sârma este de obicei obținută prin tragerea metalului printr-o gaură într-o filieră   sau folosind o duză⁠(en)[traduceți].

## Legături externe
- en Wire Gauge to Diameter—Diameter to Wire Gauge Converter - Online calculator converts gauge to diameter or diameter to gauge for any wire size.